# Placodermi
Placodermi of placodermen (van Grieks: πλάξ (plax) = plaatje; δέρμα (derma) = huid) zijn een uitgestorven klasse van primitieve vissen. Het zijn de oudst bekende Gnathostomata (kaakdieren), ofwel de oudst bekende dieren met een onderkaak (mandibula). Kenmerkend voor de Placodermi is een benen pantser, bestaande uit twee delen: een plaat die de kop bedekt en een plaat voor de ribbenkast. Normaal gesproken zaten deze twee platen niet aan elkaar vast. Placodermi verschenen aan het einde van het Siluur (rond 416 miljoen jaar geleden). Er zijn geen fossielen bekend jonger dan het Devoon, zodat aangenomen wordt dat ze tijdens de Laat-Devonische extinctie (360 miljoen jaar geleden) uitstierven.
De evolutionaire verwantschap tussen de Placodermi en andere groepen vissen uit het Devoon, zoals de Chondrichthyes en Ostracodermi is onduidelijk. Vermoed wordt dat al deze groepen relatief nauw verwant waren.

## Fossielen

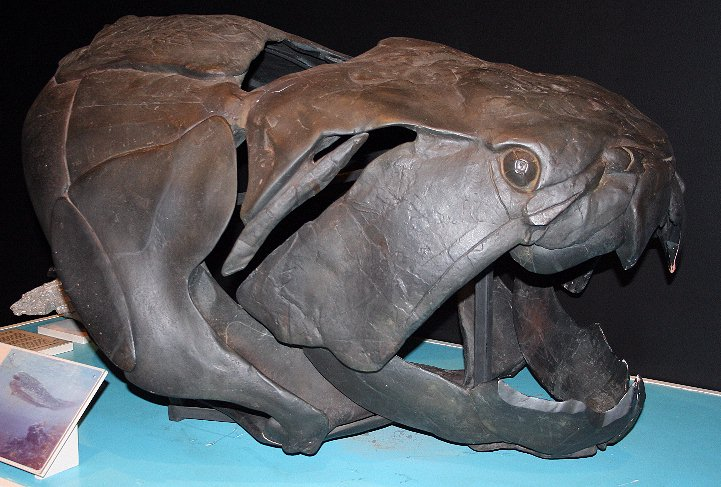
Pantser van de kop van een Dunkleosteus, bestaande uit verschillende benen platen. Queensland Museum, Brisbane (Australië).

De oudste fossielen van placodermen komen uit het Midden- tot Laat-Siluur, maar uit die periode zijn geen complete fossielen bekend. Bovendien geven de bekende fossielen slechts een fragmentarisch beeld. Deze oudste fossielen van placodermen zijn gevonden in China. Het zijn slechts losse benen platen of fragmenten daarvan, maar ze konden soms bij bestaande ordes ingedeeld worden op basis van histologische overeenkomsten. Van veel Silurische placodermen is zo weinig bekend dat ze nog niet officieel als soort zijn beschreven. Ook de best beschreven placoderm uit het Siluur, Wangolepis, is slechts bekend van een aantal fragmenten. Dit geslacht kon niet binnen een van de bestaande ordes geplaatst worden.
Paleontologen vermoeden dat het geringe aantal fossielen uit het Siluur niet betekent dat de placodermen in die tijd zeldzaam waren. Ze denken dat dit eerder komt doordat de placodermen in die periode in habitats leefden waarin de kans op fossilisatie gering is. Uit het begin van het Devoon worden opeens meer placodermen gevonden, ook met een grote diversiteit. De hypothese is dat de vissen zich aan het begin van het Devoon vrij plotseling verspreidden over nieuwe habitats. Duidelijk is in ieder geval dat de placodermen voor het begin van het Devoon al waren gediversifieerd in verschillende ordes, waarvan de belangrijkste Antiarchi en Arthrodira genoemd worden.
Tijdens het Devoon beheersten placodermen vrijwel alle aquatische ecosystemen, zowel in zeewater als binnenwater. Daaraan kwam een abrupt einde tijdens de overgang van het Frasnien naar het Famennien rond 374,5 miljoen jaar geleden (de zogenaamde Laat-Devonische extinctie). De overgebleven soorten stierven daarna uit op de Devoon-Carboon-grens (359,2 miljoen jaar geleden). In het Carboon worden geen fossielen van placodermen meer gevonden.

## Ecologie

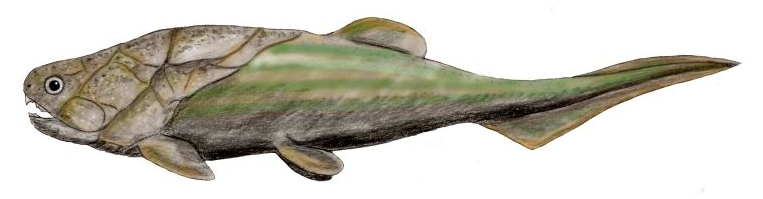
Coccosteus, een Arthrodirum uit het Midden- en Laat-Devoon. De soort kon tot 40 cm lang worden. De gestroomlijnde kop doet vermoeden dat deze predator zijn prooi actief opjoeg en niet in hinderlaag bleef liggen.

De overgrote meerderheid van de bekende soorten waren roofvissen, waarvan de meeste op of net boven de bodem leefden. De ordes Rhenanida, Petalichthyida, Phyllolepida, en Antiarchi waren allen bodembewoners. De Antiarchi waren succesvolle bewoners van de ondiepe zeeën en binnenwateren van het Midden- tot Laat-Devoon. Ze vallen op door hun compleet bepantserde kop en schalen om de borstvinnen, die wel doen denken aan de scharen van krabben. Het geslacht Bothriolepis alleen bevat meer dan 100 erkende soorten.
De Arthrodira daarentegen waren roofvissen van de pelagische zone, het middelste en bovenste deel van de waterkolom. De grootste soort, Dunkleosteus telleri, kon tot 11 meter lang worden. Fossielen van deze soort zijn in Europa, Noord-Afrika en Noord-Amerika gevonden en men neemt aan dat Dunkleosteus vrijwel over de hele wereld voorkwam. Vanwege zijn voor die tijd ongekende grootte wordt Dunkleosteus wel de eerste gewervelde "super-roofvis" genoemd. Andere Arthrodira, zoals Fallacosteus, Coccosteus en Rolfosteus, hadden een gestroomlijnde, kogelvormige kop, wat doet vermoeden dat ze niet in hinderlaag op een prooi lagen te wachten maar actieve jagers waren. Blijkbaar was bij deze soorten het zware benen pantser geen belemmering om als actieve zwemmers te leven. Niet alle Arthrodira waren roofvissen. Het geslacht Holonema was een herbivoor uit het Midden- en Laat-Devoon. De tot 8 m lange Titanichthys at plankton en nam een niche in vergelijkbaar met sommige tegenwoordige walvissen.

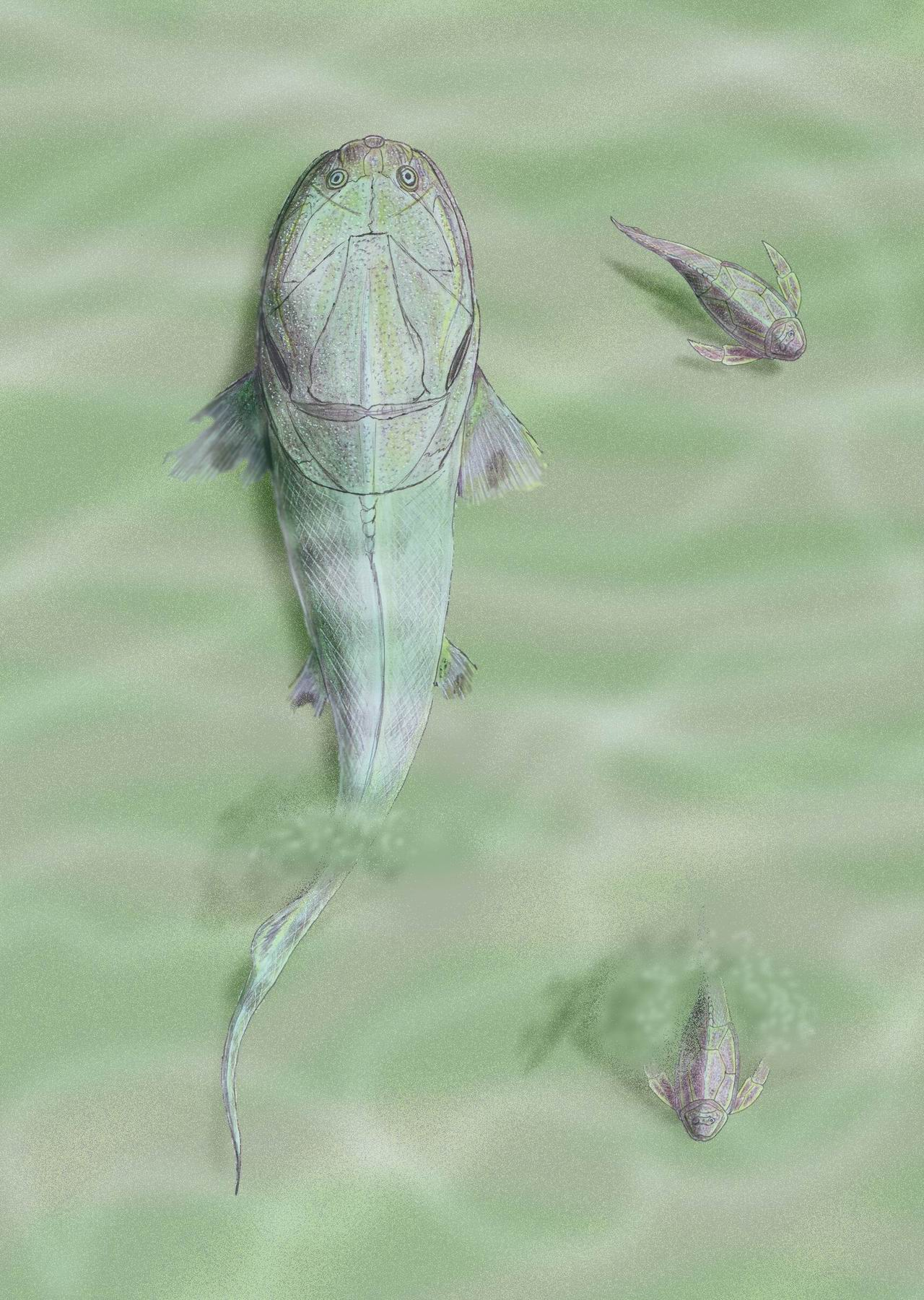
Homostius milleri (een Arthrodirum) en twee Pterichthyodes milleri (Antiarchi), hier afgebeeld als bodembewoners.

Dankzij een zeer bijzonder fossiel uit de Australische Gogo-formatie is bekend dat placodermen uit de orde Ptyctodontida levendbarend (viviparie) moeten zijn geweest. Het fossiel bestond uit een ongeveer 25 cm lange, vrouwelijke placoderm, die stierf bij de geboorte van een 6 cm lang jong. Zowel het jong als de moeder zijn intact gefossiliseerd en ook de navelstreng is compleet bewaard gebleven. De soort is Materpiscis attenboroughi genoemd, naar de Britse documentairemaker David Attenborough. Het is de oudst bekende levendbarende gewervelde, ruim 200 miljoen jaar ouder dan voor de vondst bekend was. Bij het geslacht Incisoscutum zijn embryo's binnenin fossielen van vrouwelijke individuen gevonden, zodat aannemelijk is dat ook deze placoderm, behorende tot de Arthrodira, levendbarend was. De mannetjes van Arthrodira hadden een lange klasper die vastzat aan het bekken en bij de paring ingebracht werd in het vrouwtje. Ook sommige Phyllolepida, zoals Austrophyllolepis en Cowralepis hadden klaspers en vermoed wordt dat de voortplanting bij veel placodermen op deze manier verliep.

## Paleontologisch onderzoek
De eerste stelselmatige beschrijvingen van placodermen werden gepubliceerd door de Zwitserse natuuronderzoeker Louis Agassiz (1807-1873), in een vijfdelig werk over fossiele vissen (1833-1843). Agassiz dacht dat placodermen gepantserde kaakloze vissen waren, verwant aan de Ostracodermi. Andere paleontologen uit die tijd dachten dat het ongewervelden met een uitwendig skelet (zoals schaaldieren) waren, of zelfs gewervelden met een uitwendig skelet (zoals schildpadden).
Vanaf 1920 bestudeerde de Zweedse paleontoloog Erik Stensiö (1891-1984) de placodermen uitvoerig. Stensiö toonde aan dat placodermen kaakvissen zijn, verwant aan de Chondrichthyes (een groep waartoe ook de tegenwoordig nog levende haaien, roggen en zeekatten behoren). Hoewel deze hypothese aanvankelijk controversieel was, zorgden nieuwe vondsten voor meer bewijs en raakte het idee dat de placodermen een zustergroep van de Chondrichthyes zijn algemeen aanvaard.
Vondsten uit de Gogo-formatie in Australië aan het einde van de 20e eeuw hebben echter laten zien dat placodermen behalve met Chondrichthyes ook met andere groepen kaakvissen overeenkomsten hadden. Zo laten deze fossielen zien dat placodermen een apart botje in de neus hadden, terwijl dit bij haaien en beenvisachtigen gefuseerd is met de rest van de schedel. Placodermen hebben juist overeenkomsten met de Osteostraci, een groep ostracodermen. Vanwege al deze feiten is de hypothese dat placodermen alleen een zustergroep van de Chondrichthyes zijn verouderd. Liever ziet men de placodermen als een van meerdere stamgroepen binnen de kaakdieren, die allen aan elkaar verwant zijn.